# Links- und Rechtslenker

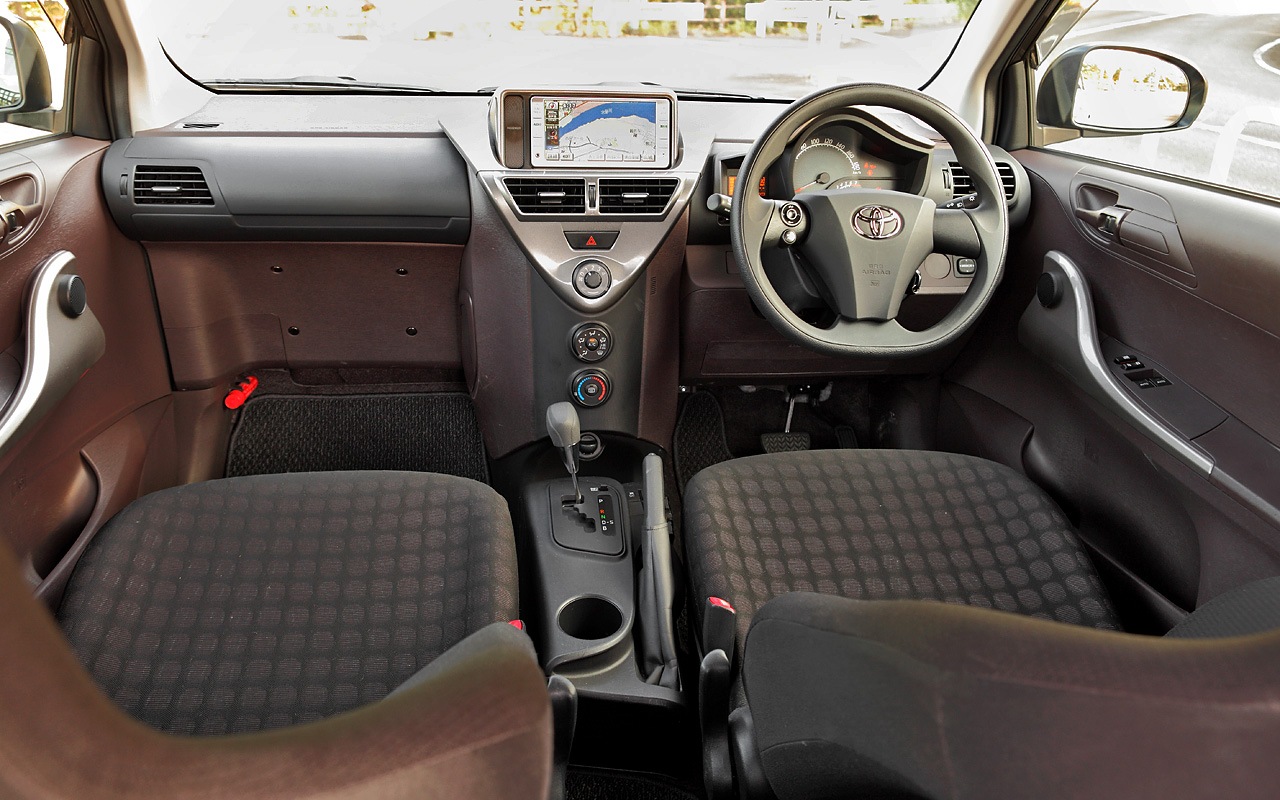
Innenansicht eines rechtsgelenkten Toyota iQ

Als Rechtslenker wird ein mehrspuriges Kraftfahrzeug bezeichnet, das für den Linksverkehr ausgelegt ist, weil sich das Lenkrad auf der rechten Seite befindet. Entsprechend heißt ein Fahrzeug für den Rechtsverkehr Linkslenker. In Verkaufsanzeigen speziell von britischen Oldtimern werden oft die Kürzel LHD (Left Hand Drive) für Linkslenker in Kontinentaleuropa bzw. RHD (Right Hand Drive) für Rechtslenker in Ländern mit Verkehr auf der linken Straßenseite wie z. B. in Großbritannien verwendet. Diese Abkürzungen sind auch auf Fahrzeugteilen zu finden, die für Links- und Rechtslenker unterschiedlich sind, z. B. Scheinwerfer oder Außenspiegel. Die Anordnung und Bedienung sowohl der Pedale im Fußraum als auch der Schaltung ist unabhängig von der Lage des Lenkrads einheitlich.

## Märkte und Hersteller von Rechtslenkern

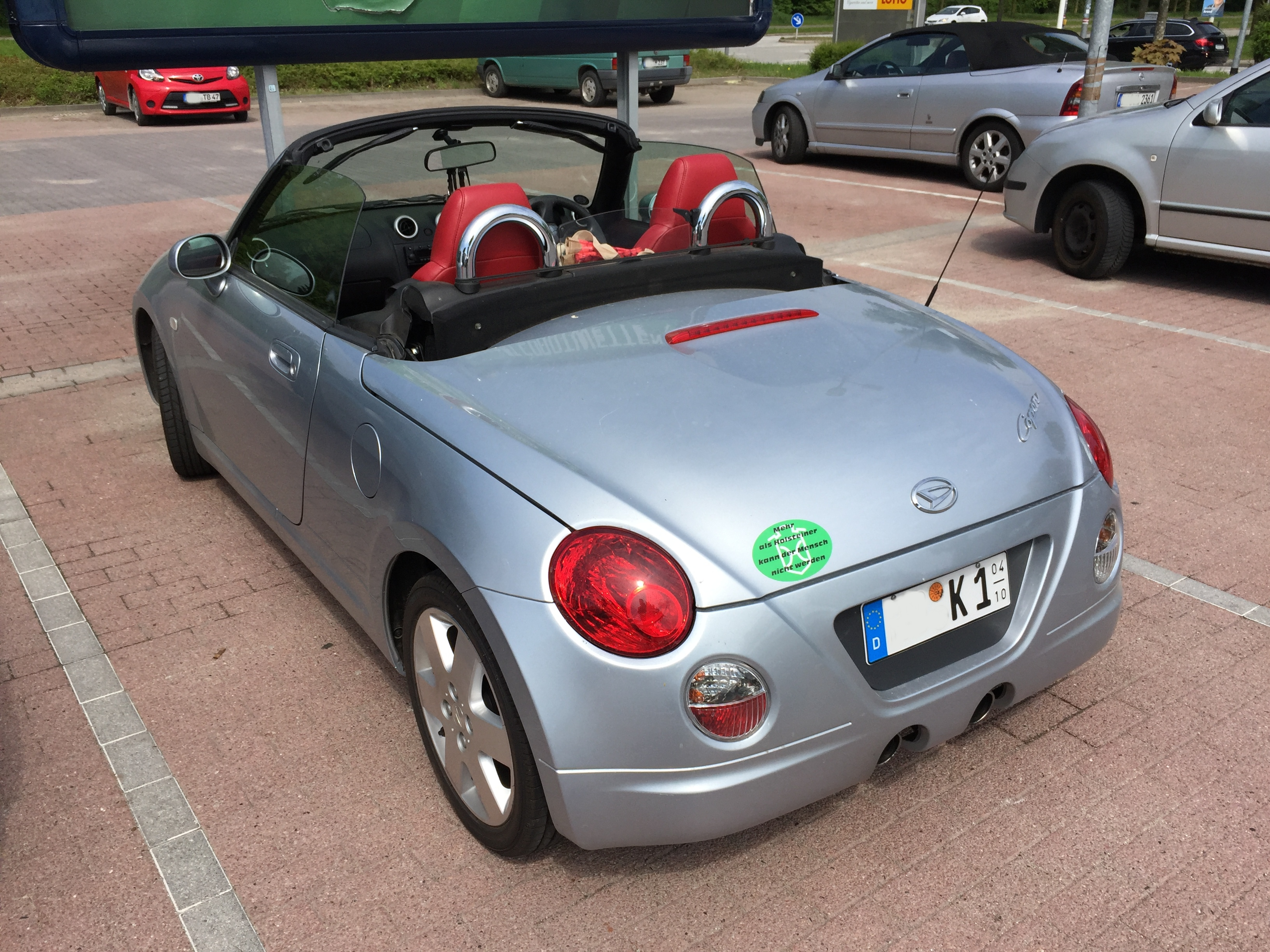
Daihatsu Copen Rechtslenker in Deutschland

Der Markt für Linkslenker-Fahrzeuge ist wesentlich größer als der von Rechtslenkern. Der Anteil von Rechtslenkern an der weltweiten Fahrzeugproduktion macht nur 25 % aus.
Die größten Märkte sind Großbritannien, Australien, Japan, Indien und Südafrika, in denen bis auf Australien auch die größten Hersteller von Rechtslenkern lokalisiert sind. Der Markt für Rechtslenker ist zu klein, um alle Modelle in dieser Version anbieten zu können. Die Hersteller in den Rechtslenker-Märkten bauen oft auch Linkslenker für den Export. Die Überproduktion von rechts gelenkten Fahrzeugen der japanischen Autoindustrie gelangt ebenfalls in Linkslenker-Märkte, wie zum Beispiel in den Fernen Osten von Russland oder Armenien.

## Rechtslenker im Rechtsverkehr

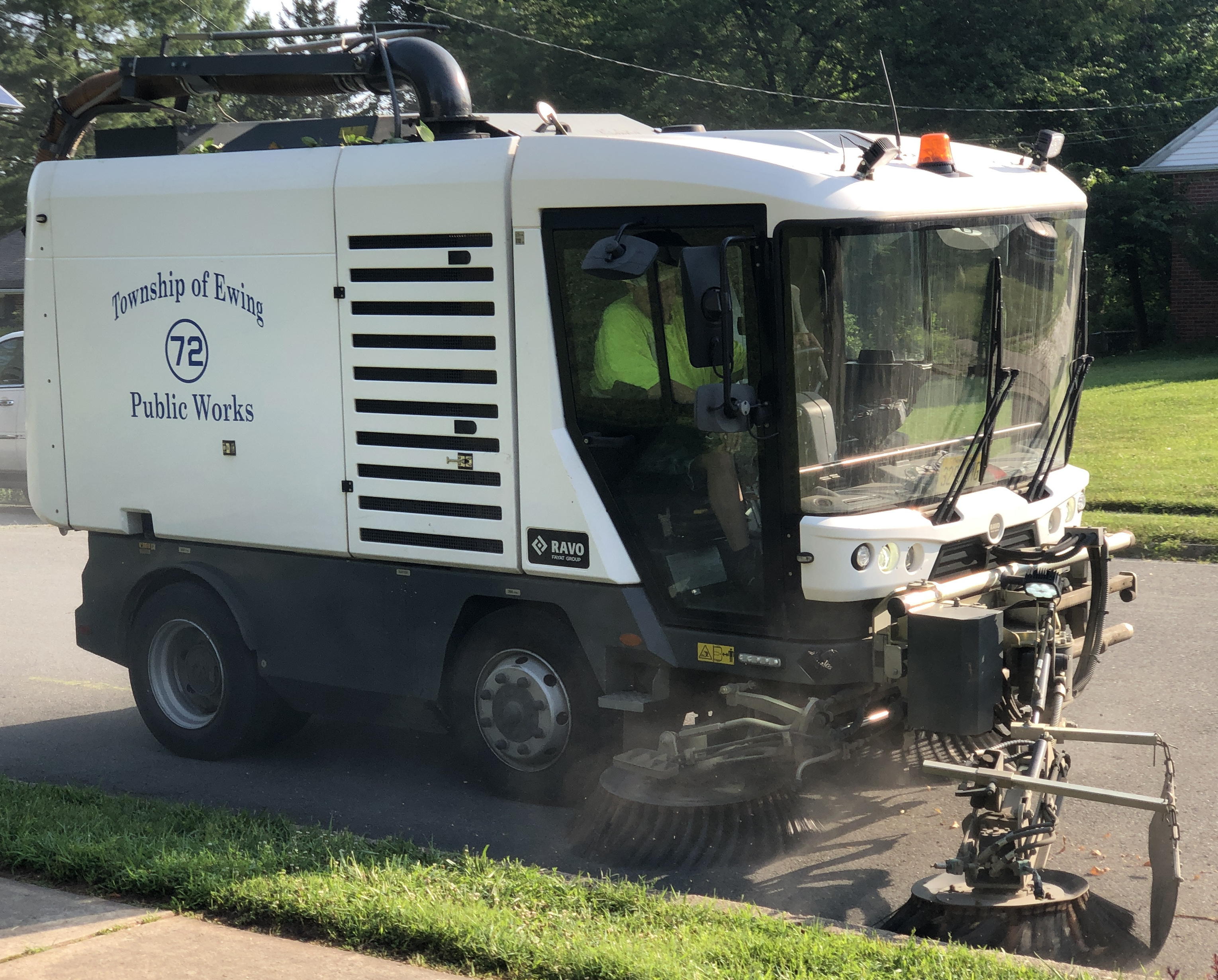
Straßenkehrmaschine mit Rechtslenkung im Rechtsverkehr

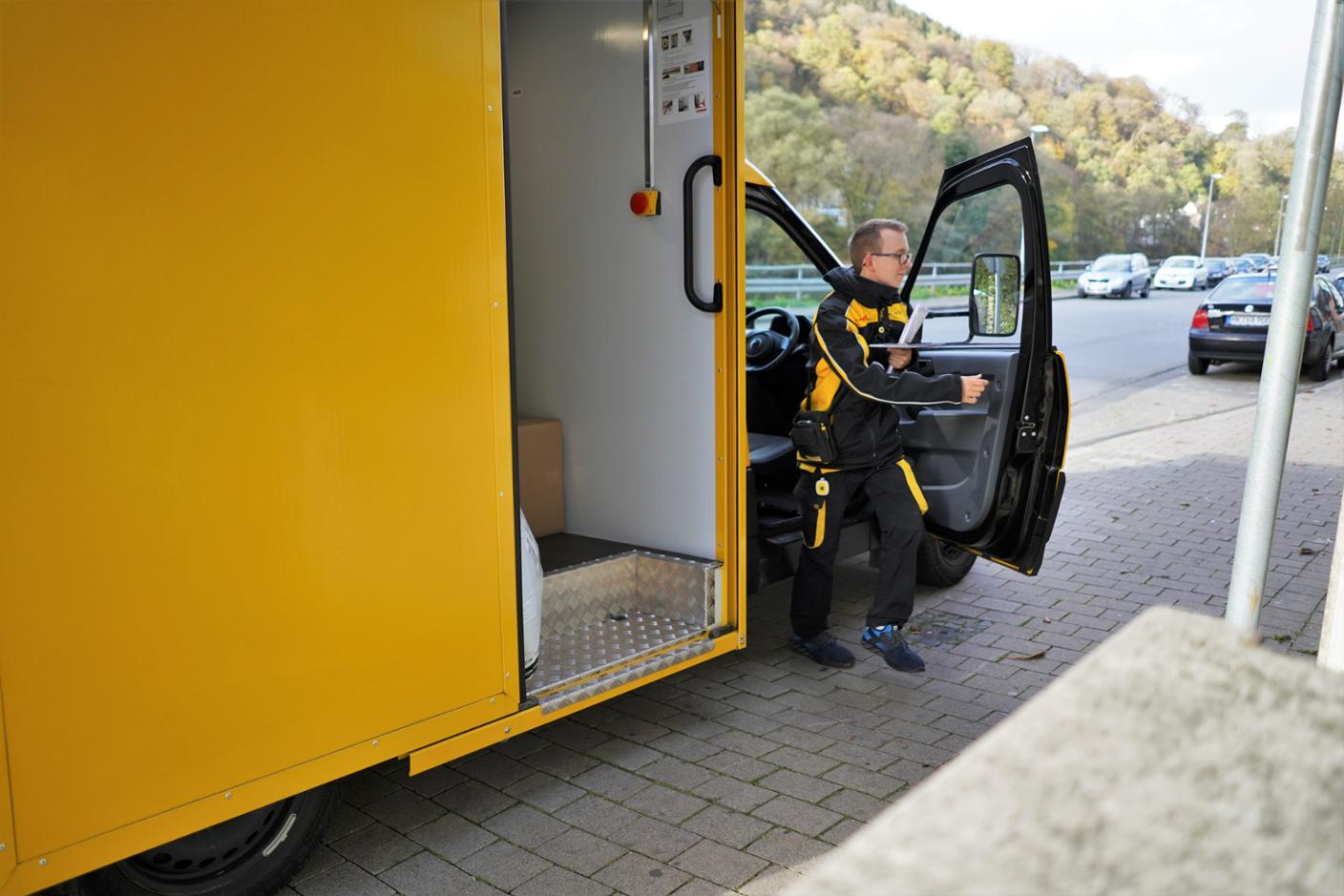
Rechtsgelenkter Streetscooter

Üblich sind Rechtslenker im Rechtsverkehr, wenn der Fahrzeugführer gemäß dem Fahrzeugzweck mit einer Sitzposition am Straßenrand diesen besser überwachen kann, wie zum Beispiel bei Straßenkehrmaschinen oder bei Fahrzeugen, die auf Gebirgsstraßen eingesetzt sind. Weiters kommen Rechtslenker aus Sicherheitsgründen zum Einsatz, wenn der Fahrer im Zustellungsdienst häufig aussteigen muss oder gehbehindert ist.

## Rechtslenker im Linksverkehr

Weltweite Verteilung von Rechts- (rot) und Linksverkehren (blau)
(s. a. Aufstellung der Länder als Liste)

In fast allen Ländern haben Fahrzeuge das Lenkrad auf der Seite der Straßenmitte, damit der Fahrer die Straße besser überblicken kann. Nach der Umstellung von Links- auf Rechtsverkehr 1967 in Schweden (Dagen H), wo die Fahrzeuge auch schon vorher linksgelenkt waren, gab es tatsächlich deutlich weniger Zusammenstöße zwischen Autos und zwischen Autos und Fußgängern. Da die Unfallrate jedoch nach zwei Jahren wieder den alten Stand erreichte, wird aber auch vermutet, dass dies daran lag, dass unmittelbar nach der Umstellung vorsichtiger gefahren wurde.

## Einfuhrbeschränkungen
Aus Sicherheitsgründen haben manche Länder den Verkauf oder Import von Fahrzeugen mit dem Lenkrad auf der gemäß den Verkehrsregeln in diesem Land verkehrten Seite verboten. Andere Länder, so die meisten europäischen Ländern, verlangen keine Umrüstung, aber zumindest eine Umstellung der Fahrzeugscheinwerfer, damit der Gegenverkehr nicht geblendet wird.
Viele Grauimporte aus Japan (Linksverkehr) in Länder mit Rechtsverkehr wie Russland oder Peru wurden allerdings schon vorher von Rechts- zu Linkslenkern umgerüstet.
Im Einzelnen gelten folgende Regelungen:
- Europäische Union: Die Position des Lenkrads darf in der Europäischen Union nicht vorgeschrieben werden.[5]

- Afghanistan: In Afghanistan gilt zwar Rechtsverkehr, allerdings werden massenhaft Fahrzeuge aus Japan mit dem Lenkrad auf der rechten Seite importiert. Darum wird ein Strafzoll auf Fahrzeuge mit Rechtssteuerung erhoben.

- Australien: In Australien (Linksverkehr) ist dies für Linkslenker der Fall, die keine Oldtimer sind. Wer solche Fahrzeuge importiert, muss erhebliche Beträge aufwenden, um sie zum Rechtslenker umzurüsten.

- Kambodscha: Kambodscha (Rechtsverkehr) hat die Benutzung von Rechtslenkern, die meist aus Thailand geschmuggelt wurden, seit 2001 verboten, obwohl diese 80 % der Fahrzeuge im Land ausmachten. Die Regierung drohte an, all diese Fahrzeuge zu beschlagnahmen, wenn sie nicht zu Linkslenkern umgerüstet würden – trotz der beträchtlichen Kosten dafür. Einem BBC-Bericht[6] zufolge kostete dort die Umrüstung zwischen 600 und 2000 US-Dollar, bei einem durchschnittlichen Pro-Kopf-Einkommen von unter 1000 US-Dollar im Jahr.

- Neuseeland: In Neuseeland (Linksverkehr) dürfen Linkslenker privat importiert und örtlich mit Erlaubnis gefahren werden. Seit 1999 dürfen nur noch Linkslenker privat importiert werden, die älter als 20 Jahre sind, oder Autos, die man mindestens 90 Tage besessen und gefahren hat.

- Russland: Obwohl in Russland Rechtsverkehr herrscht, sind aus Japan importierte Rechtslenker wegen ihres günstigen Preises beliebt, der oft deutlich unter Preisen für Linkslenker derselben Wagenklasse liegt. In Russland fahren schätzungsweise mehr als 1,5 Millionen Rechtslenker; in den fernöstlichen Gegenden um Wladiwostok und Chabarowsk machen sie sogar 90 % aller Fahrzeuge aus, sind aber bereits in bedeutenden Mengen in Nowosibirsk anzutreffen. Dazu zählen nicht nur Privatfahrzeuge, sondern auch Polizeifahrzeuge, Rettungswagen und andere Regierungs- und Verwaltungsfahrzeuge. Ein bedeutender Anteil stammt aus dem japanischen Gebrauchtwagenmarkt.

Im Fernen Osten gab es sogar die Anregungen, auf Linksverkehr umzustellen, was die Regierung allerdings ablehnte. Im Frühjahr 2005 kamen Gerüchte auf, dass Rechtslenker verboten werden sollten, was für heftige Proteste sorgte. Am 4. Juli 2005 kündigte der russische Industrie- und Energieminister Wiktor Christenko schließlich an, dass Rechtslenker erlaubt bleiben, allerdings alle Sicherheitsauflagen erfüllen müssen.
- Südafrika: In Südafrika (Linksverkehr) dürfen seit 2004 keine Linkslenker mehr importiert werden. Fahrzeuge, die vor dem 23. Juli 2004 im Land registriert wurden, dürfen weiterhin gehandelt und betrieben werden.

- Westafrika: Die Länder Ghana und Gambia (Rechtsverkehr) haben Rechtslenker verboten.